# Hans Hansen (Politiker, 1890)
Hans Lars Johannes Hansen (* 14. Juli 1890 in Niaqornat; † unbekannt) war ein grönländischer Katechet und Landesrat.

## Leben
Hans Hansen war der Sohn des Oberkatecheten Hans Andreas Jakob Theofilus Hansen (1860–?) und seiner Frau Emilie Bolette Juditha Motzfeldt (1865–?). Er wurde geboren, während seine Eltern gerade von Nuuk nach Hause nach Uummannaq reisten. Er heiratete am 2. Juni 1912 in Nuuk Kirsten Helene Frederikke Lynge (1893–?), Tochter des Böttchers Lars Christian Rasmus Vittus Lynge (1855–1928) und seiner Frau Vitta Pouline Ane Elisabeth Margrethe Elberg (1860–1930), mit der er zahlreiche Kinder hatte. Sein Bruder Nikolaj Hansen (1892–1935) war mit der Schwester seiner Frau verheiratet. Eine weitere Schwester seiner Frau war mit dem Künstler Stephen Møller (1882–1909) verheiratet. Seine eigene Schwester war hingegen die Frau des Landesrats Hans Petersen (1895–1982).
Um 1910 studierte er am Ilinniarfissuaq. Später war er Oberkatechet in Upernavik. Dort saß er von 1923 bis 1926 im nordgrönländischen Landesrat. Die Sitzung von 1925 verpasste er wie alle seine Kollegen und aus dem nördlichen Teil des Inspektorats und wurde dabei nicht vertreten. Anschließend wurde er wiedergewählt und vertrat seinen Wahlkreis eine weitere Legislaturperiode bis 1932.